# 津川近治
津川近治（?—1615年?），日本戰國時代至江戶時代前期的武將。別名親行。父親是斯波氏武衛家最後的當主斯波義銀（津川義近）。

## 略歷
生年不詳，家中四男。在大坂之役中，加入豐臣秀賴側，於大坂城中戰死。